# 德龙河畔利夫龙
德龙河畔利夫龙（法語：Livron-sur-Drôme，法語發音：[livʁɔ̃ syʁ dʁom]）是法国德龙省的一个市镇，位于该省西部，德龙河右岸，属于瓦朗斯区。

## 地理
德龙河畔利夫龙（44°46'22"N, 4°50'35"E）面积39.52 平方千米，位于法国奥弗涅-罗讷-阿尔卑斯大区德龙省，该省份为法国东南部内陆省份，北起顺时针与伊泽尔省、上阿尔卑斯省、上普罗旺斯阿尔卑斯省、沃克吕兹省和阿尔代什省接壤。
与德龙河畔利夫龙接壤的市镇（或旧市镇、城区）包括：勒普赞、龙蓬、罗讷河畔拉武尔特、阿莱克斯、罗讷河畔埃图瓦勒、格拉讷、德龙河畔洛里奥勒。

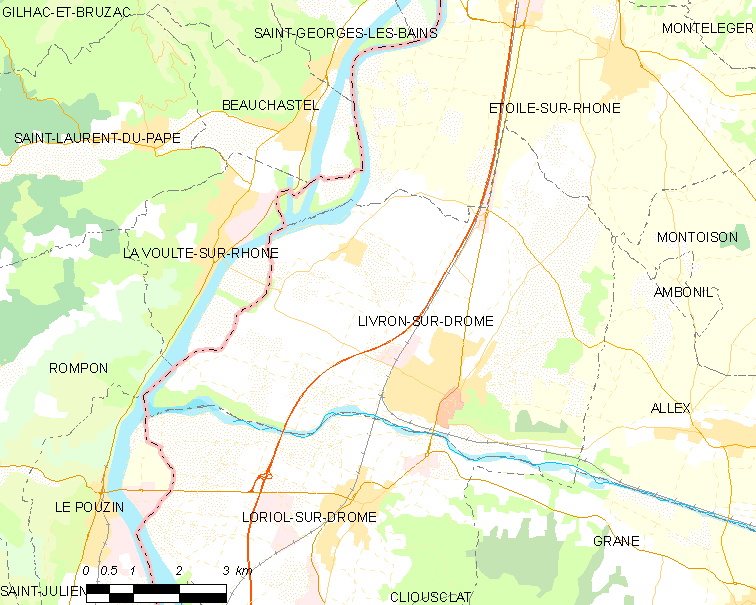
德龙河畔利夫龙的OSM定位图

德龙河畔利夫龙的时区为UTC+01:00、UTC+02:00（夏令时）。

## 行政
德龙河畔利夫龙的邮政编码为26250，INSEE市镇编码为26165。

## 政治
德龙河畔利夫龙所属的省级选区为德龙河畔洛里奥勒县。

## 人口

1962-2008年间德龙河畔利夫龙人口变化图示

德龙河畔利夫龙于2022年1月1日时的人口数量为9272人。